# Inhalante
Los inhalantes son sustancias psicoactivas volátiles que producen vapores químicos que pueden ser inhalados para provocar un efecto psicoactivo o un estado de alteración mental. 
A pesar de que otras sustancias pueden ser inhaladas, el término inhalantes se puede utilizar  para describir una variedad de sustancias cuya característica común es que rara vez o nunca son usadas por otra ruta que no sea por la de inhalación. Esta definición abarca una amplia gama de químicos encontrados en cientos de productos diferentes que pueden tener diversos efectos farmacológicos. Como resultado, es difícil lograr una clasificación precisa de los inhalantes. Un sistema de clasificación nombra cuatro categorías generales de inhalantes, es como 
disolventes volátiles, aerosoles, gases y nitritos– basándose en la forma en que estos a menudo se encuentran en los productos domésticos, industriales y médicos. Las personas que  consumen este tipo de drogas corren especialmente el riesgo de morir debido a ciertos riesgos que presenta el consumo de estas sustancias. Hay tres formas "básicas" de consumirlas (inhalándolas, calentándolas o poniendo directamente el producto en un recipiente).

## Disolventes volátiles
Los disolventes volátiles son líquidos que se vaporizan a temperaturas ambientales. Se encuentran en una variedad de productos económicos y fácilmente obtenibles, de uso común doméstico e industrial. Estos incluyen los diluyentes y removedores de pinturas, líquidos para lavado en seco, quita-grasas, gasolinas, pegamentos, líquidos correctores y los líquidos de los rotuladores con punta de fieltro.

### Adhesivo de neopreno
El pegamento de neopreno es un inhalante bien conocido, con efectos que van desde una  intoxicación e intensa euforia a  alucinaciones vívidas, según la sustancia y la dosis. Algunos usuarios de inhalantes se lesionan debido a los efectos nocivos de los disolventes o gases o debido a otros productos químicos utilizados en los productos que están inhalando. Al igual que con cualquier droga recreativa, los usuarios pueden sufrir lesiones debido a un comportamiento peligroso mientras están intoxicados, como conducir bajo los efectos. En algunos casos, los usuarios han muerto de  hipoxia (falta de oxígeno), neumonía, insuficiencia cardíaca o  paro, o aspiración de vómito. El daño cerebral generalmente se observa con el uso crónico a largo plazo de solventes en lugar de la exposición a corto plazo.
Aunque los adhesivos de contacto son legales, se han tomado acciones legales en algunas jurisdicciones para limitar el acceso de menores. Si bien el pegamento solvente es normalmente un producto legal, un tribunal escocés ha dictaminado que suministrar pegamento a los niños es ilegal si la tienda sabe que los niños tienen la intención de abusar del pegamento. En los EE. UU., Treinta y ocho de los 50 estados han promulgado leyes que hacen que varios inhalantes no estén disponibles para los menores de 18 años, o que hacen que el uso de inhalantes sea ilegal.

## Aerosoles
Los aerosoles son rociadores que contienen propulsores y disolventes. Estos incluyen las pinturas pulverizadas, atomizadores para desodorantes y fijadores de cabello, rociadores de aceite vegetal para cocinar y rociadores para proteger tejidos.

## Gases
Entre los gases tenemos las anestesias médicas así como gases que se utilizan en productos domésticos o comerciales. Los gases de las anestesias médicas incluyen el éter, cloroformo, halotano y óxido nitroso, comúnmente conocido como gas hilarante. Entre estos, el óxido nitroso es el gas más abusado y puede ser encontrado en los dispensadores de crema batida y productos que incrementan los octanajes en vehículos de carreras. Entre los productos caseros y comerciales que contienen gases están los encendedores de butano, tanques de gas propano, dispensadores de crema batida y refrigerantes.

## Nitritos
A menudo se considera a los nitritos como una clase especial de inhalantes. A diferencia de la mayoría de los demás inhalantes que actúan directamente sobre el sistema nervioso central (SNC), los nitritos esencialmente dilatan los vasos sanguíneos. Los nitritos incluyen el nitrito ciclohexílico, nitrito isoamílico (amílico) y nitrito isobutílico (butilo). El nitrito ciclohexílico se encuentra en los perfumes ambientales. El nitrito amílico se utiliza en ciertos procedimientos de diagnóstico y se les prescribe a algunos pacientes para dolores del corazón.
Asimismo, mientras que los otros inhalantes se utilizan para alterar el estado de ánimo, los nitritos se usan principalmente para intensificar el placer sexual. En la calle, se le da el nombre de poppers ("reventadores") o snappers ("crujidores") a las ampollas de nitrito de amilo cuyo uso se ha desviado ilegalmente en esa dirección. El nitrito de butilo es una sustancia ilegal que frecuentemente se empaca y se vende en pequeñas botellas que también se conocen como poppers.
La inhalación de los denominados poppers conlleva un gran peligro en combinación con drogas estimulantes (speed, cocaína), y puede afectar muy gravemente la salud, en caso de padecer anemia o en caso de embarazo.